# Гхагхара
Гхагхара, Гха́гхра, Го́гра (на территории Индии; хинди घाघरा) / Карна́ли (на территории Непала; непальск. कर्णाली) — река в Азии, наиболее многоводный приток Ганга. Протекает по территории Китая, Непала и Индии. Длина 950 км, площадь бассейна — 127 950 км².
В Китае носит название Кунцюэхэ́. Также встречаются названия Конгчуе, Манчи, Чжицяохэ (на территории Китая), Хумла-Карнали (на территории Непала).
Исток расположен в южной части Тибетского нагорья недалеко от озера Мапам-Юмцо. В глубокой долине под названием Карнали река пересекает Гималаи и выходит на Индо-Гангскую равнину, где сливается с рекой Мохан, образуя Гхагхару.
Является самой длинной и крупной рекой Непала. Питание реки снегово-ледниковое в верховьях и дождевое в нижнем течении. В весенний и летний периоды половодна, случаются сильные наводнения.
Воды Гхагхары используются для орошения. Река судоходна ниже города Айодхья, в нижнем течении расположен город Файзабад.

## Притоки
Крупнейшие притоки от устья к истоку:
Индия
- ← Малый Гандак
- ← Рапти
- ← Кувана
- → Сарда

Непал
- ← Бхери
- → Сети
- ← Мугу-Карнали